# Plaza Príncipe Alejandro de Battenberg
La plaza Príncipe Alejandro de Battenberg o (en búlgaro: площад „Княз Александър I) a menudo llamada simplemente plaza Battenberg (площад "Батенберг") es la plaza más grande de Sofía, capital de Bulgaria. Lleva el nombre de José Alejandro de Battenberg (Alejandro I de Bulgaria), el primer príncipe de la moderna Bulgaria, y es sin duda el lugar más adecuado en Sofía para grandes conciertos al aire libre, tales como la serie de conciertos "Opera en la plaza", para manifestaciones, desfiles (incluyendo el desfile militar del día de San Jorge) y otros eventos de gran escala. Durante el régimen comunista de Bulgaria, la plaza tenía el nombre de la plaza 9 de septiembre, debido a un golpe de Estado que se produjo el 9 de septiembre de 1944, que volvió al país en un estado comunista. Era el sitio donde estaba el mausoleo de Georgi Dimitrov entre 1949 hasta 1999. Antes de 1944, la plaza era conocida como plaza del zar, porque el antiguo palacio real, ahora la Galería de Arte Nacional, se encuentra allí.